# Nemanjići
Nemanjići (srbsko Немањићи/Nemanjići) so bili najpomembnejša srbska srednjeveška vladarska dinastija. Dvanajst vladarjev iz te dinastije je vladalo več kot dvesto let od leta 1166 do 1371.
Ustanovitelj dnastije je bil Štefan Nemanja Iz stranske veje dinastije Vukanović (1101-1166).  Za Nemanjo so se vsi vladarji  imenovali Štefan. Prvi vladarji so bili veliki knezi. Po kronanju Štefana Nemanjića (Prvovenčanega) leta 1217 je bila kneževina povišana v kraljestvo in leta 1219 je bila ustanovljena Srbska pravoslavna cerkev. Leta 1346 je bil Štefan Dušan (Silni) kronan za carja Srbov in Grkov, nadškofija Srbija pa je bila povišana v patriarhat. Leta 1371 je brez potomca umrl car Štefan Uroš V. Nemočni (1355-1371), zadnji iz dinastije Nemanjić. Po njegovi smrti je Srbsko cesarstvo propadlo. Pokrajinski mogotci so v svojih domenah postali skoraj neodvisni vladarji.  Nemanjići so materinskih linijah preživeli v več srbskih rodbinah.

## Ozadje
Srbi so do 8. stoletja živeli v tako imenovani Sklaviniji (Slovanska dežela), ki je bila neodvisna, čeprav je bila v neposredni bližini Bizantinskega cesarstva. V 8. stoletju je dinastija Vlastimirović ustanovila prvo Srbsko kneževino. 
Leta 822 je Srbija posedovala velik del Dalmacije in okoli leta 870 sprejela krščanstvo za državno vero.
Sredi 10. stoletja se je kneževina razvila v plemensko konfederacijo, ki se je raztezala do obale Jadranskega morja,  Neretve, Save, Morave in Skadra.
Po smrti zadnjega znanega Vlastimirovića je zveza razpadla. Njeno ozemlje je zasedlo Bizantinsko cesarstvo, ki je tam vladalo do leta 1040, ko so se Srbi v Duklji (Pomorje) pod  vodstvom dinastije Vojisavljević uprli. Leta 1091 je dinastija Vukanović ustanovila Veliko srbsko kneževino s sedežem v Raši (Zagorje). Leta 1142 sta se kneževini združili.
Leta 1166 je prišel na prestol Štefan Nemanja. Njegov prihod je označil začetek Srbije pod Nemanjići,  ki so vladali več kot dvesto let.

## Srbija pod Nemanjići
Srbija je pod Nemanjići dosegla svoj višek. Leta 1217 je bilo razglašeno Srbsko kraljestvo, ki je privedlo  do ustanovitve Srbske pravoslavne cerkve leta 1219.  Tega leta je Sveti Sava objavil prvo srbsko ustavo – Nomokanon Svetega Save (Zakonopravilo).
Car Štefan Dušan je leta 1346 razglasil Srbsko cesarstvo. Med njegovim vladanjem je Srbija dosegla svoj ozemeljski,  politični in gospodarski vrh in se razglasila za naslednico Bizantinskega cesarstva. V tistem času je bila najmočnejša država na Balkanu. Dušan je objavil novo ustavo, tako imenovani Dušanov zakonik, odprl nove trgovske poti, utrdil državno gospodarstvo in globoko preoblikoval  srbsko identiteto. Srbska pravoslavna cerkev je prevzela vlogo nacionalnega duhovnega varuha. 
Štefan Dušan in papež Inocenc VI. sta poskušala organizirati križarski pohod proti vedno močnejšim Turkom, ki ga je preprečila nenadna Dušanova smrt leta 1355. Nasledil ga je sin Štefan Uroš V., imenovan Nemočni. Med njegovim vladanjem je v cesarstvu zavladala popolna anarhija. V tem času se je začel turški Osmanski sultanat širiti iz Male Azije v Evropo. Osmani so kmalu zatem osvojili celo Bizantinsko cesarstvo in druge države na Balkanu.

## Vladarji
|  | Kralj Srema (Kralj Srbov) Štefan Vladislav II. | 1316–1325 | Sin Štefana Dragutina. |

|  | Despot Epirja in Tesalije Simeon Uroš | Stric Uroša V. Leta 1348 je bil imenovan za guvernerja jugozahodnih novo osvojenih pokrajin. Vladal je do leta 1355, ko se je vrnil njegov svak Nikifor II. Orsini. Orsini je bil leta 1359 ubit in Simeon je nadaljeval z vladanjem do svoje smrti leta 1371. Leta 1356 se je proti volji srbskega plemstva v Makedoniji proglasil za "carja Srbov in Grkov". Po neuspelem napadu na Zeto je opustil idejo, da bi vladal Srbiji. |
|  | Vladar Epirja in Tesalije Jovan Uroš  | Sin Simeona Uroša. Očeta je nasledil kot naslovni "car Srbov in Grkov" in vladal v Epirju in Tesaliji od leta 1370 do 1373, potam pa se je umaknil v samostan. Leta 1385 je pomagal svoji sestri carici Mariji Angelini Dukaini Paleologini vladati v Epirju. Marija je bila vdova epirskega despota Tomaža II. Preljubovića (1367-1384).                                                                                         |

### Drugi
- Jurij Nemanjić (1208–1243), naslovni kralj  Zete
- Štefan Vladislav II., kralj Srema (okoli 1321–1325)

## V kulturi
- 1875: zgodovinski roman  Vladana Đorđevića  "Car Dušan"  pripoveduje zgodbo o carju Stafanu Dušanu[7]
- 1987: zgodovinski roman  Slavomirja Nastasijevića "Stefan Dušan" je še ena zgodba  o carju Stafanu Dušanu. [8]
- 2002:  Mile Kordić, zgodovinski roman  "Dušan Silni" [9]
- 2012: Milan Miletić, roman  "Izvori - Roman o Nemanji i Svetom Savi[10]
- 2015:  Ljiljana Habjanović Đurović, roman  "Gora Preobraženja"  govori zgodbo Svetega Save[11]
- 2017: TV "Nemanjići - rađanje kraljevine" (Nemanjići, rojevanje kraljestva) portretira kralja Stefana Prvovenčanega, prvega srbskega kralja[12][13]